# 中百舌鳥検車場

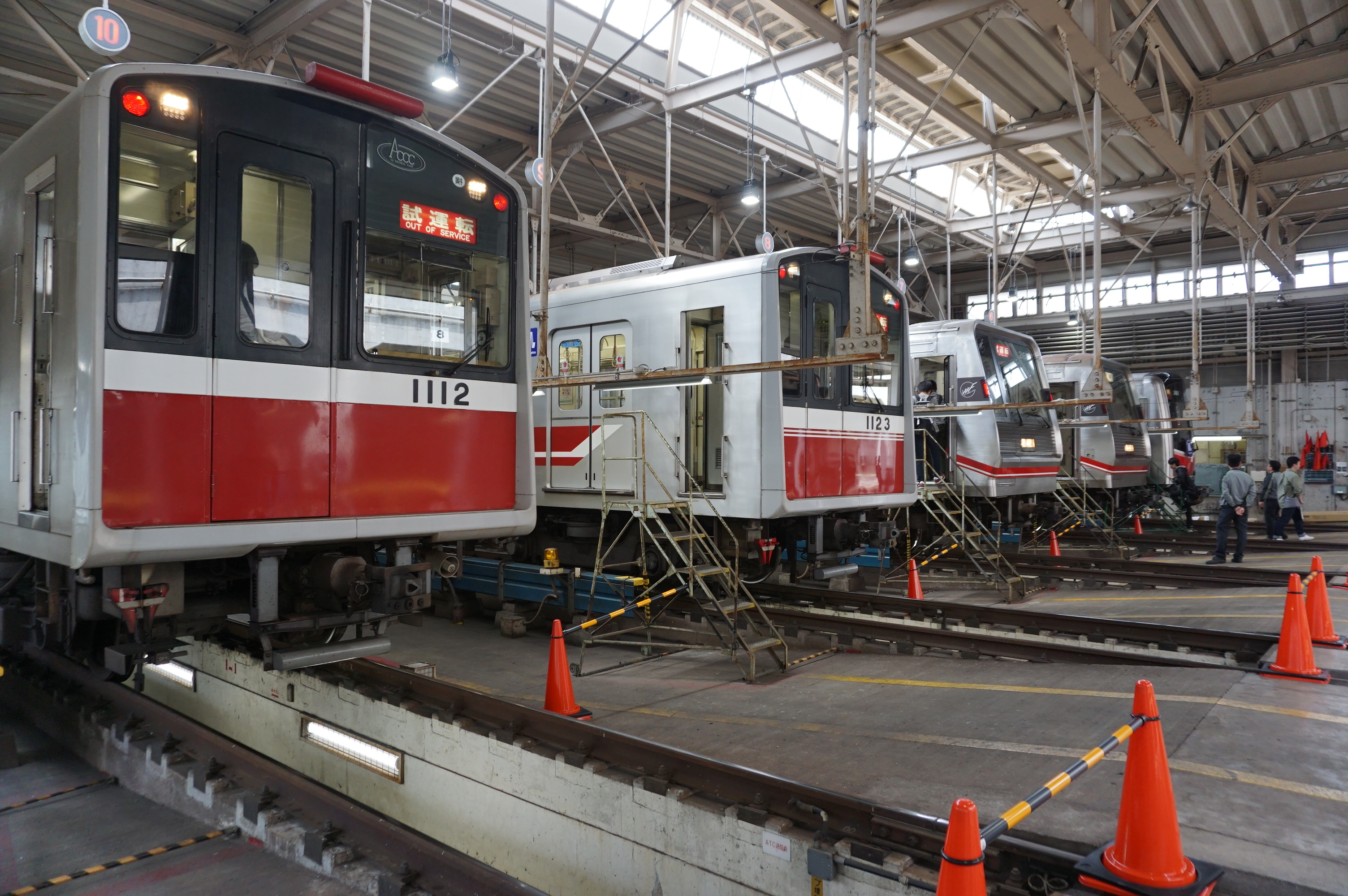
中百舌鳥検車場検査ピットに並ぶ御堂筋線の車両

中百舌鳥検車場（なかもずけんしゃじょう）は、大阪府堺市北区長曽根町130-7にある大阪市高速電気軌道の検車場である。

## 概要
大阪市高速電気軌道（Osaka Metro）御堂筋線で使用される車両を受け持つ検車場である。
御堂筋線の中百舌鳥延伸にあわせて、従来の我孫子検車場を移転・拡大（当時、御堂筋線では輸送力増強のため長編成化が検討されていたが、我孫子検車場では8両編成までしか対応できなかった）する形で1987年（昭和62年）に業務を開始した。なお、当検車場開設に伴い我孫子検車場は廃止されている。新金岡駅より当検車場へ引込み線で接続している。
敷地内に職員研修施設である教習センターを併設しており、信号指令シミュレーターや模擬運転装置等を備えている。教習センターは国土交通省による動力車操縦者養成所の指定を受けており、他社職員の研修受け入れを行うとともに、乗務員資格試験の会場にもなっている。
大阪市交通局の民営化に伴い、2018年4月1日に大阪市高速電気軌道へ譲渡されている。
車庫の施設は地下にあり、地上部分には堺市産業振興センターなどがある。

## 所属車両
- 21系
- 30000系